# الحزب الاشتراكي المغربي
الحزب الاشتراكي المغربي (بالفرنسية: Parti Socialiste Maroccain) هو حزب سياسي مغربي نتج عن انشقاق عن حزب المؤثمر الوطني الاتحادي وتم تأسيسه في الرباط في 29 أبريل 2006 أمينه العام هو عبد المجيد بوزوبع الأمين العام السابق لحزب المؤثمر الوطني الاتحادي.

## نتائج الانتخابات
خلال الانتخابات التشريعية المغربية 2007 تمكن الحزب من الحصول على مقعدين اثنين من أصل 395 مقعدا في مجلس النواب ببرلمان المغرب وفي الانتخابات التشريعية المغربية 2011 لم يحصد أي مقعد.